# Fullerton (Nebraska)
Fullerton is een plaats (city) in de Amerikaanse staat Nebraska en valt bestuurlijk gezien onder Nance County.

## Demografie
Bij de volkstelling in 2000 werd het aantal inwoners vastgesteld op 1378. In 2006 is het aantal inwoners door het United States Census Bureau geschat op 1272, een daling van 106 (-7,7%).

## Geografie
Volgens het United States Census Bureau beslaat de plaats een oppervlakte van 3,2 km², geheel bestaande uit land. Fullerton ligt op ongeveer 502 m boven zeeniveau.

## Plaatsen in de nabije omgeving
De onderstaande figuur toont nabijgelegen plaatsen in een straal van 28 km rond Fullerton.